# Rally Dakar 2002
Il Rally Dakar 2002 è stata la 24ª edizione del Rally Dakar (partenza da Arras, arrivo a Dakar).

## Tappe
Nelle 17 giornate del rally raid furono disputate 16 tappe ed una serie di trasferimenti (9.436 km), con 16 prove speciali per un totale di 6.486 km.

## Classifiche

### Moto
Hanno finito la gara 58 delle 167 moto iscritte.
| Pos. | Pilota                  | Mezzo |
| ---- | ----------------------- | ----- |
| 1    | Fabrizio Meoni          | KTM   |
| 2    | Alfie Cox               | KTM   |
| 3    | Richard Sainct          | KTM   |
| 4    | Carlo de Gavardo        | KTM   |
| 5    | Isidre Esteve Pujol     | KTM   |
| 6    | Giovanni Sala           | KTM   |
| 7    | Jordi Arcarons          | KTM   |
| 8    | Éric Bernard            | KTM   |
| 9    | Pål Anders Ullevålseter | KTM   |
| 10   | Paulo Marques           | KTM   |

### Auto
Hanno finito la gara 52 delle 117 auto iscritte.
| Pos. | Pilota               | Cp-pilota           | Mezzo      |
| ---- | -------------------- | ------------------- | ---------- |
| 1    | Hiroshi Masuoka      | Pascal Maimon       | Mitsubishi |
| 2    | Jutta Kleinschmidt   | Andreas Schulz      | Mitsubishi |
| 3    | Kenjirō Shinozuka    | Thierry Delli Zotti | Mitsubishi |
| 4    | Jean-Pierre Fontenay | Gilles Picard       | Mitsubishi |
| 5    | Carlos Sousa         | Victor Jesus        | Mitsubishi |
| 6    | Saeed Al-Hajri       | Matthew Stevenson   | Mitsubishi |
| 7    | Luc Alphand          | Arnaud Debron       | Mitsubishi |
| 8    | Klever Kolberg       | Pascal Larroque     | Mitsubishi |
| 9    | Jean-Jacques Ratet   | Jean-Pierre Garcin  | Toyota     |
| 10   | Nicolas Misslin      | Jean-Michel Polato  | Mitsubishi |

### Camion
Hanno terminato la corsa 22 dei 34 camion iscritti. In 8ª posizione due vip quali Paolo Barilla e Matteo Marzotto.
| Pos. | Equipaggio                         | Mezzo    |
| ---- | ---------------------------------- | -------- |
| 1    | Vladimir Čagin / Yakoubov          | Kamaz    |
| 2    | Karel Loprais / Kalina             | Tatra    |
| 3    | Yoshimasa Sugawara / Matsumoto     | Hino     |
| 4    | Peter Reif / Pichlbauer            | MAN      |
| 5    | Jean-Paul Bosonnet / Serge Lacourt | Mercedes |
| 6    | Jan de Rooy / Gérard de Rooy       | DAF      |
| 7    | Helmut Kropfel / Anzini            | MAN      |
| 8    | Paolo Barilla / Matteo Marzotto    | Mercedes |
| 9    | Corrado Pattono / Toni             | Mercedes |
| 10   | André de Azevedo / Tomecek         | Tatra    |